# Tempio Preah Vihear
Il tempio di Preah Vihear (in khmer ប្រាសាទព្រះវិហារ, Prasat Preah Vihear; in thailandese ปราสาทพระวิหาร, Prasat Pra Viharn) è un tempio induista eretto durante l'Impero Khmer e situato in Cambogia proprio lungo il confine con la Thailandia.
Si trova su un'altura dei monti Dângrêk, tra la Provincia di Preah Vihear (Cambogia) e la Provincia di Sisaket (Thailandia): nel 1962, in seguito ad una disputa violenta tra le due nazioni riguardo alla proprietà del tempio, la Corte internazionale di giustizia ha deciso di assegnare la zona alla Cambogia. Il terreno adiacente, subito a nord del tempio, è sotto il controllo della Thailandia, in contravvenzione con la decisione del tribunale.
Grazie al panorama di cui si può godere dal tempio, Preah Vihear è uno tra i più spettacolari tra i templi risalenti all'impero Khmer, durato sei secoli. In qualità di simbolo della vita spirituale dell'impero, i suoi edifici sono stati preservati e modificati da numerosi re, per cui vanta numerosi stili architettonici.
Preah Vihear è anomalo per il fatto di essere stato costruito lungo l'asse nord-sud, piuttosto che essere diretto ad est come tutti gli altri templi khmer. Il tempio ha dato il nome alla Provincia di Preah Vihear in cui è situato, proprio come il Parco nazionale Khao Phra Wihan della Provincia di Sisaket, Thailandia, attraverso il quale il tempio è più agevolmente accessibile.
Il 7 luglio 2008 Preah Vihear è stato inserito dall'UNESCO tra i patrimoni dell'umanità. L'11 novembre 2013, la Corte internazionale di giustizia delle Nazioni Unite dell'Aia ha assegnato alla Cambogia la sovranità sul tempio e sui territori che lo circondano.

## Storia

Pianta del tempio di Preah Vihear

La costruzione del primo tempio in questo luogo cominciò all'inizio del IX secolo; i vari templi che si sono succeduti sono stati tutti dedicati al culto induista del dio Shiva e delle sue manifestazioni, come gli dei della montagna Sikharesvara e Bhadresvara. Del tempio attuale, le parti più antiche risalgono al periodo in cui la capitale dell'impero era Koh Ker (inizio del X secolo). Oggi si trovano elementi nello stesso stile del Banteay Srei presso Angkor Wat, anch'essi del X secolo, ma la maggior parte del tempio è stata eretta durante i regni dei re Suryavarman I (1002-1050) e Suryavarman II (1113-1150). Un'iscrizione ritrovata all'interno del tempio fornisce un resoconto dettagliato del periodo di Suryavarman II, illustrandone i rituali religiosi, le festività, ed alcuni doni quali parasole bianchi, scodelle d'oro ed elefanti offerti al Brahman Divakarapandita. Lo stesso Brahman si interessò al tempio, sempre secondo l'iscrizione, facendogli dono di una statua d'oro raffigurante una Shiva danzante.

### Conflitto internazionale sulla sovranità

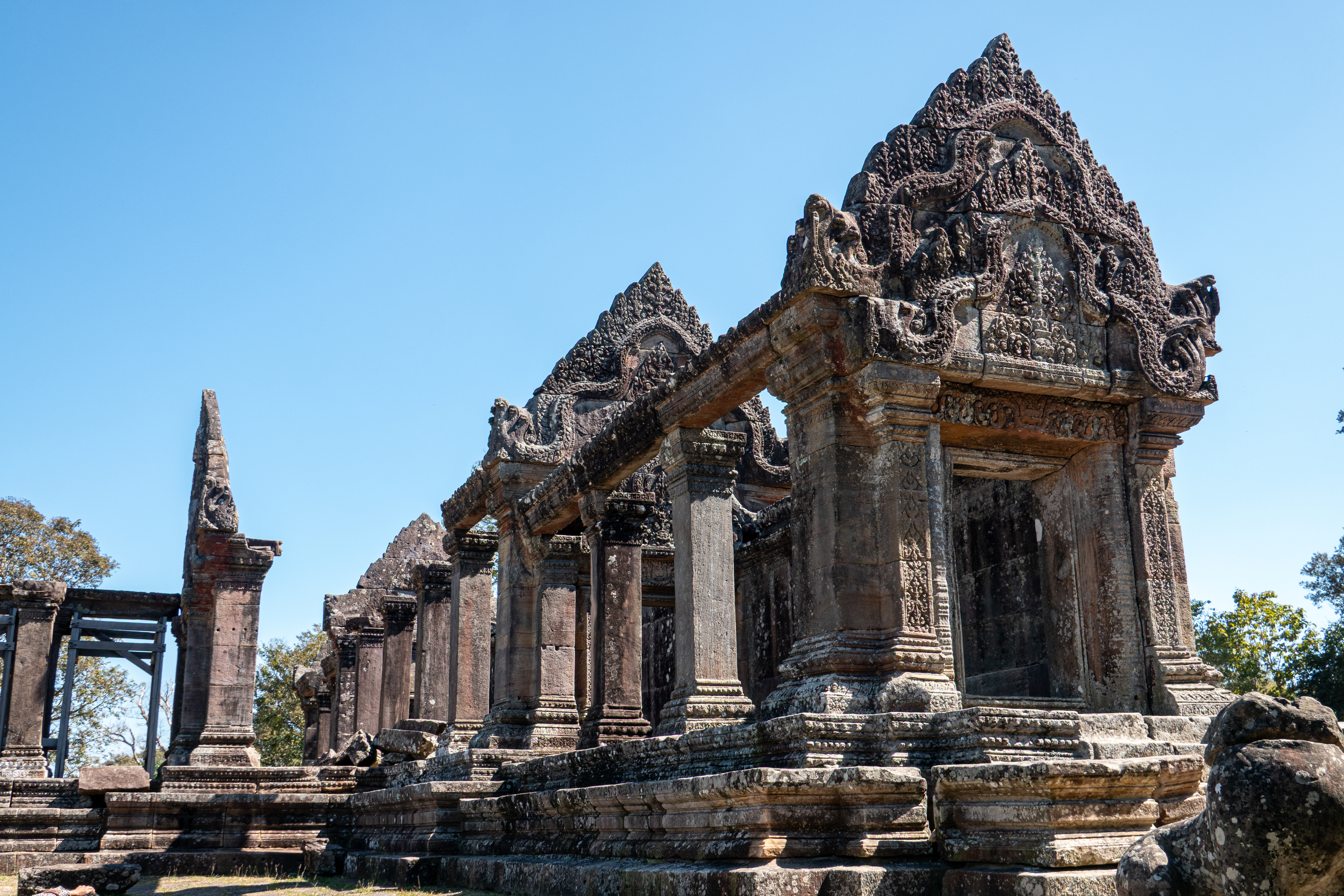
Altra visuale del Tempio Preah Vihear

In tempi moderni Preah Vihear è stato riscoperto dal mondo esterno ed è divenuto l'oggetto di una disputa tra la Thailandia, dove il nome del tempio viene tradotto in thai come Prasat Phra Viharn (ปราสาทพระวิหาร), e la Cambogia.
Nel 1904 il Siam e le autorità coloniali francesi che governavano la Cambogia decisero con mutui accordi i confini. Nei pressi del tempio si trova lo spartiacque dei monti Dângrêk, storicamente il confine tra i due Paesi. Secondo tale criterio geografico, il tempio si troverebbe sul lato thailandese. Nel 1907, dopo un sopralluogo, gli ufficiali francesi disegnarono una mappa in cui si evidenziavano con precisione i confini. Il risultato, inviato alle autorità siamesi, riportava il tempio all'interno del territorio cambogiano.
Nel 1953, la Thailandia stabilì un posto di polizia subito a nord ed issò la propria bandiera sul tempio, in seguito alla ritirata delle truppe francesi dalla Cambogia, che in quello stesso anno ottenne l'indipendenza. Visto il fallimento dei negoziati protrattisi dal 1954 al 1958, nell'ottobre del 1959 la Cambogia si rivolse alla Corte internazionale di giustizia, chiedendo di confermare il protocollo francese del 1907 secondo il quale il tempio si trovava in territorio cambogiano. Il caso divenne una questione puramente politica in entrambi i Paesi, le relazioni diplomatiche divennero tese, e ci furono minacce di ricorrere alla forza da parte dei due governi.
Il lavoro della Corte non si basò sull'eredità culturale, né sul riconoscimento di uno dei due contendenti quale successore dell'Impero Khmer, ma piuttosto sulla questione tecnica della stesura dei confini fatta all'inizio del secolo, e sulla successiva azione di forza intrapresa dalla Thailandia.
A supportare le ragioni cambogiane all'Aia fu l'ex segretario di Stato statunitense Dean Acheson, mentre la squadra di avvocati della Thailandia comprendeva l'ex generale britannico Sir Frank Soskice. La Cambogia sostenne che la mappa raffigurante il tempio su suolo cambogiano rappresentava il documento ufficiale. Secondo la Thailandia quella mappa non era valida e violava il principio della commissione secondo cui il confine era rappresentato dallo spartiacque. Il fatto che i thailandesi non avessero contestato la mappa in precedenza, era dovuto al fatto che comunque avevano il controllo della zona, data la difficoltà di inerpicarsi sulle ripide pareti nel versante cambogiano.
Il 15 giugno 1962 la Corte decise, con verdetto di 9 a 3, che il tempio apparteneva alla Cambogia e, con un verdetto di 7 a 5, che la Thailandia avrebbe dovuto restituire tutte le sculture rimosse in passato. Nella sua decisione la Corte fece notare che, in oltre cinquanta anni di esistenza della mappa, le autorità thai/siamesi non avevano mai contestato il fatto che il tempio si trovasse sul lato cambogiano, né durante i trattati franco-siamesi del 1925 e del 1937, che confermarono le frontiere esistenti sulla carta, né nel 1947 a Washington, davanti alla Commissione conciliatrice franco-siamese. Né contestarono il fatto che un ufficiale coloniale francese avesse ricevuto presso il tempio nel 1930 il politico e storico siamese, il principe Damrong Rajanubhab. La Thailandia accettò e beneficiò di altre decisioni su confini contesi su cui la Corte avrebbe dovuto esprimersi. Grazie a questo verdetto, il tempio è divenuto ufficialmente di proprietà cambogiana.

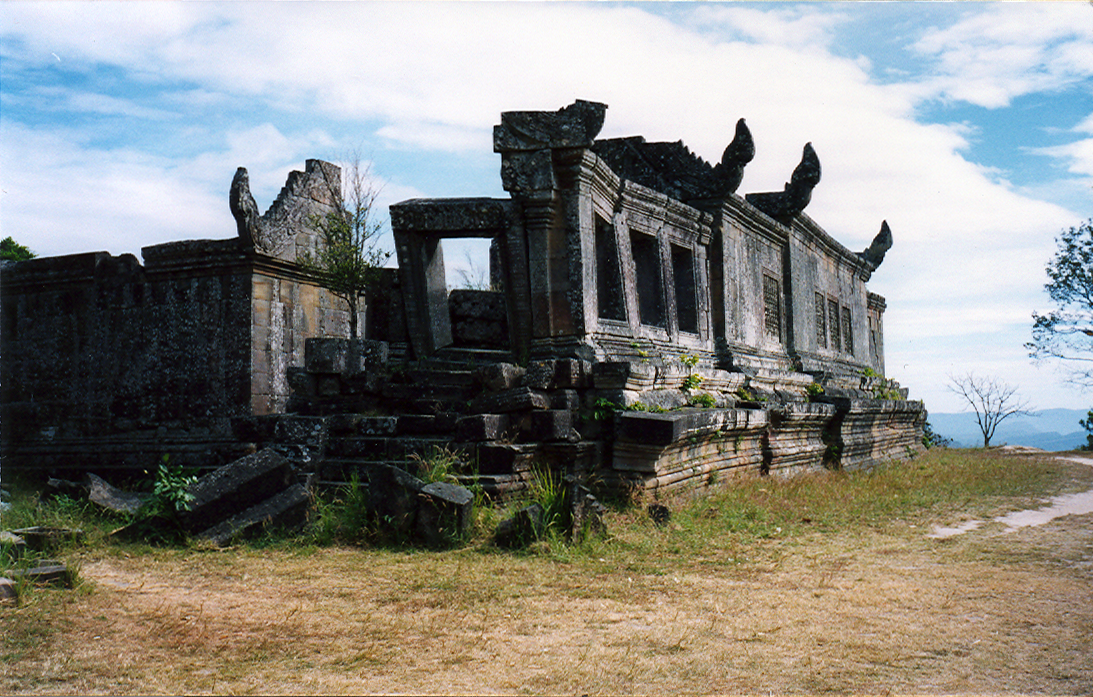
Le strutture del tempio nel 2003

La Thailandia reagì violentemente. Annunciò che avrebbe boicottato gli incontri della South-East Asia Treaty Organization, ufficialmente come protesta per l'appoggio statunitense alla Cambogia. Come prova gli ufficiali thai citarono il voto di un giudice americano ed il ruolo sostenuto da Acheson quale avvocato dei cambogiani; gli Stati Uniti risposero che Acheson aveva lavorato come avvocato privato, assunto dalla Cambogia. In tutta la Thailandia si ebbero manifestazioni di massa per protestare contro la decisione internazionale.
Alla fine la Thailandia cedette. Nel gennaio 1963 la Cambogia prese ufficialmente possesso del luogo, con una cerimonia sfarzosa a cui parteciparono circa 1000 invitati, molti dei quali raggiunsero il tempio arrampicandosi sulle ripide pareti rocciose presenti sul lato cambogiano. Il principe Sihanouk, presidente della Cambogia, raggiunse la vetta in meno di un'ora, sostando solo per bere limonata, ed alla fine fece offerte ai monaci buddhisti. Durante la cerimonia fece un gesto di riconciliazione, annunciando che tutti i thai avrebbero avuto il permesso di visitare il tempio senza bisogno del visto, e che la Thailandia era libera di tenersi i reperti sottratti negli anni precedenti.

### Guerra civile cambogiana
La guerra civile cambogiana iniziò nel 1970 e divenne il fronte locale della guerra del Vietnam. La posizione del tempio, in cima ad una parete rocciosa, rese semplice la sua difesa militare. I soldati leali al governo di Lon Nol di Phnom Penh continuarono a mantenerne il possesso per molto tempo, anche dopo che la pianura sottostante cadde nelle mani delle forze comuniste. I turisti, durante la guerra, potevano visitare il tempio accedendovi dal lato thai. I khmer rossi presero Phnom Penh nell'aprile 1975, ma i soldati presenti a Preah Vihear non cedettero neanche dopo la caduta del governo. I khmer rossi fecero numerosi tentativi infruttuosi per conquistare il tempio, e alla fine ci riuscirono il 22 maggio 1975 scalando la parete e facendo fuggire i nemici. Si disse che il tempio fu l'ultimo luogo cambogiano a cadere sotto il controllo dei khmer rossi.
Una nuova guerra su larga scala iniziò in Cambogia nel dicembre 1978, quando l'esercito vietnamita invase il Paese. Le truppe dei khmer rossi si rifugiarono lungo i confini. A gennaio i vietnamiti attaccarono ripetutamente i khmer asserragliati nel tempio, senza danneggiare la struttura. Numerosi rifugiati cambogiani entrarono in territorio thailandese in seguito all'invasione. Nel giugno 1979 le forze di sicurezza thai espulsero a forza decine di migliaia di profughi cambogiani nei pressi di Preah Vihear. Non si conosce il numero di vittime delle mine antiuomo, armi da fuoco e assideramento; il governo che i vietnamiti insediarono a Phnom Penh parlò di oltre 300 morti.

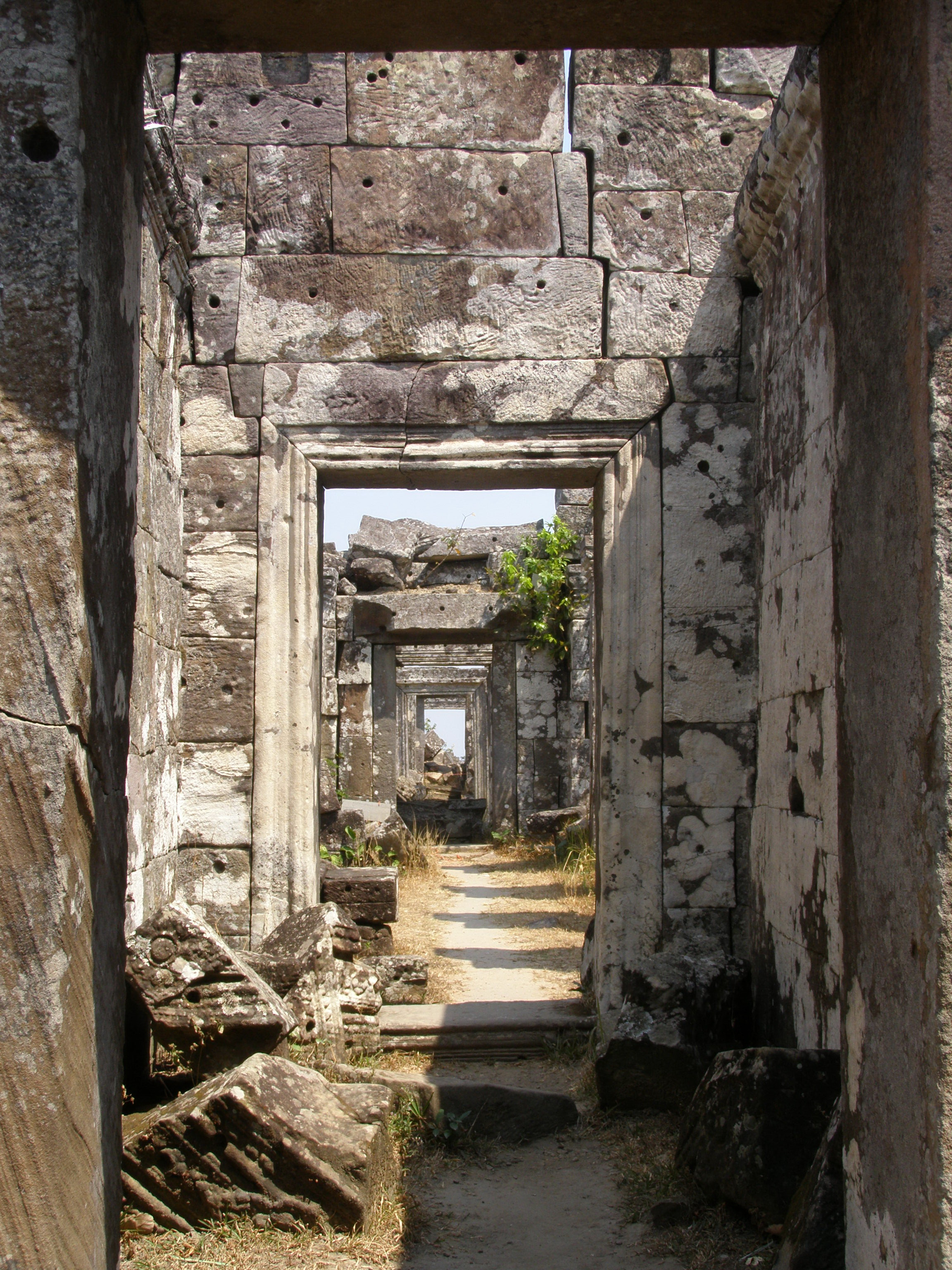
Intrno del Tempio di Preah Vihear

La guerriglia proseguì fino all'inizio degli anni novanta, impedendo l'accesso a Preah Vihear. Il tempio venne brevemente aperto al pubblico nel 1992, per poi essere rioccupato l'anno seguente dai khmer rossi. Nel dicembre 1998, il tempio fu la sede dei negoziati in cui molte centinaia di khmer, che si supponeva fossero l'ultima forza di guerriglia presente, si arresero al governo di Phnom Penh. Il tempio venne riaperto al pubblico dal lato thai alla fine del 1998; nel 2003 la Cambogia terminò la costruzione di una strada di accesso lungo la parete rocciosa.

### Nuovo conflitto per la sovranità
Il tempio di Preah Vihear è stato oggetto di numerosi dibattiti sia in Cambogia sia in Thailandia. La disputa sulla sovranità è ricominciata in anni recenti dopo che la Cambogia ha fatto richiesta all'UNESCO di inserire Preah Vihear tra i patrimoni dell'umanità. La Thailandia contestò il fatto che la richiesta trattava anche il terreno circostante, ritenuto dai thai di loro proprietà. I cambogiani ritirarono la richiesta e, nel 2008, dopo aver ottenuto il supporto della Thailandia, avanzarono una richiesta modificata che aveva come oggetto il solo tempio, senza l'area circostante.
Il 22 giugno 2008, la Cambogia chiuse la frontiera nei pressi di Preah Vihear in risposta alla manifestazione thai tenutasi sullo stesso confine. Le proteste vennero fomentate da Sondhi Limthongkul, leader del movimento anti-Thaksin, che accusava il primo ministro thai Samak Sundaravej di aver ottenuto concessioni d'affari in Cambogia dopo aver ceduto i territori thai ai cambogiani; territori che sono poi rientrati nella domanda sottoposta all'UNESCO in Québec, Canada.
Il 30 giugno 2008, il quotidiano Nation di Bangkok pubblicò un editoriale molto critico nei confronti del People's Alliance for Democracy, accusandolo di aver utilizzato la disputa su Preah Vihear durante la campagna elettorale contro il governo del Partito del Potere Popolare di Samak Sundaravej.
Il 2 luglio 2008, mentre l'UNESCO dava il via alla sua riunione annuale a Québec, in Canada, il quotidiano thai in lingua inglese Bangkok Post pubblicò un rapporto della Deutsche Presse-Agentur (agenzia di stampa tedesca) secondo cui il tempio si trovava parzialmente in territorio thai.
Dopo che il governo thai decise di supportare la richiesta cambogiana di iscrivere il tempio tra i patrimoni dell'umanità, l'opposizione anti-Thaksin adì un'azione legale contro il ministro agli esteri Noppadon Pattama. La Corte Costituzionale thai diede torto al ministro il 7 luglio 2008 con verdetto di 8-1.
L'8 luglio 2008, migliaia di abitanti di Phnom Penh organizzarono un corteo per festeggiare il riconoscimento dell'UNESCO. Lo stesso giorno il comune di Phnom Penh organizzò un concerto all'aperto a Wat Phnom, trasmesso in tutta la nazione dall'emittente CTN. Nonostante le piogge insistenti, migliaia di cambogiani presenziarono all'evento.
La People's Alliance for Democracy (PAD), una coalizione anti-Thaksin Shinawatra di uomini d'affari thai, intellettuali e leader politici, usò Preah Vihear nel tentativo di rovesciare il Partito del Potere Popolare (PPP) del primo ministro Samak Sundaravej. Sundaravej era visto come il portavoce del precedente primo ministro Thaksin Shinawatra, cacciato da un colpo di Stato militare nel 2006. L'organo ufficiale della violenta protesta antigovernativa fu il Manager Daily, giornale pubblicato da Sondhi Limthongkul, uno dei dirigenti del PAD.
Il successivo 10 luglio, il ministro degli esteri thai Nappadon Pattama sottoscrisse il documento UNESCO relativo a Preah Vihear. Questo atto violò la costituzione thailandese del 2007 (articolo 190), che richiede un dibattito parlamentare prima di assumere decisioni di questo tipo.
Gli scontri si riaccesero il 15 luglio, quando la polizia cambogiana arrestò tre dimostranti thailandesi; per risposta l'esercito thailandese inviò i suoi soldati nella zona. Nonostante vi fossero stati due colloqui nel mese di luglio tra i rispettivi ministri della difesa, la situazione non fu risolta. Dall'agosto del 2008 i due eserciti si fronteggiarono lungo il confine: il 15 ottobre 2008 morirono in uno scontro a fuoco tre soldati cambogiani e uno thailandese. Dopo questo scontro i due Paesi sembravano aver trovato un accordo comune sulla demarcazione del confine, ma il 3 aprile 2009 vi fu l'ennesimo scontro a fuoco, con entrambi gli eserciti che si accusarono a vicenda di avere sparato per primi.
La disputa per il territorio di Preah Vihear è diventata ormai una questione politica all'interno dei due Paesi: in Thailandia il premier è stato accusato dai nazionalisti antigovernativi di svendere un pezzo della storia del Paese, mentre in Cambogia il premier Hun Sen l'ha strumentalizzata a proprio favore durante la campagna elettorale.
Particolarmente cruenti furono gli scontri che ebbero luogo nel 2011, durante i quali persero la vita 28 persone e fu danneggiata un'ala del tempio principale. Sotto la pressione della diplomazia regionale, entrambi gli eserciti si ritirarono dall'area nel luglio 2012 e furono impiegate al loro posto unità di pattugliamento di frontiera. La Cambogia ha fatto richiesta alla Corte internazionale di giustizia delle Nazioni Unite di imporre alle truppe thai di restare fuori dalla zona in via permanente.

### Assegnazione del tempio alla Cambogia
L'11 novembre 2013, la Corte internazionale di giustizia ha assegnato alla Cambogia la giurisdizione sul territorio disputato. La decisione ha avuto luogo in un momento particolarmente teso per la Thailandia, alle prese con imponenti dimostrazioni antigovernative a Bangkok, e ha aumentato il rischio di peggiorare la situazione interna del Paese. Una folta rappresentanza di nazionalisti, comprendente membri del movimento di opposizione Alleanza Popolare per la Democrazia, ha annunciato di non riconoscere il verdetto della corte ed ha formalmente richiesto l'intervento dell'esercito per proteggere quella che a loro parere è la sovranità thai sul territorio attorno al tempio.
Durante il suo mandato, l'ex primo ministro thailandese Yingluck Shinawatra, sorella di Thaksin, aveva annunciato che il governo intendeva stabilire negoziati con la Cambogia e le Nazioni Unite per proteggere gli interessi thai dopo il verdetto della Corte di Giustizia.

### Tensioni di confine nel 2025
Nel maggio 2025 si è verificato un nuovo scontro a fuoco tra soldati cambogiani e thailandesi nei pressi del tempio, durante il quale un militare cambogiano è rimasto ucciso. L’episodio ha riacceso le tensioni territoriali, spingendo la Cambogia ad annunciare il ricorso alla Corte internazionale di giustizia per risolvere alcune dispute di confine.

## Accesso al tempio

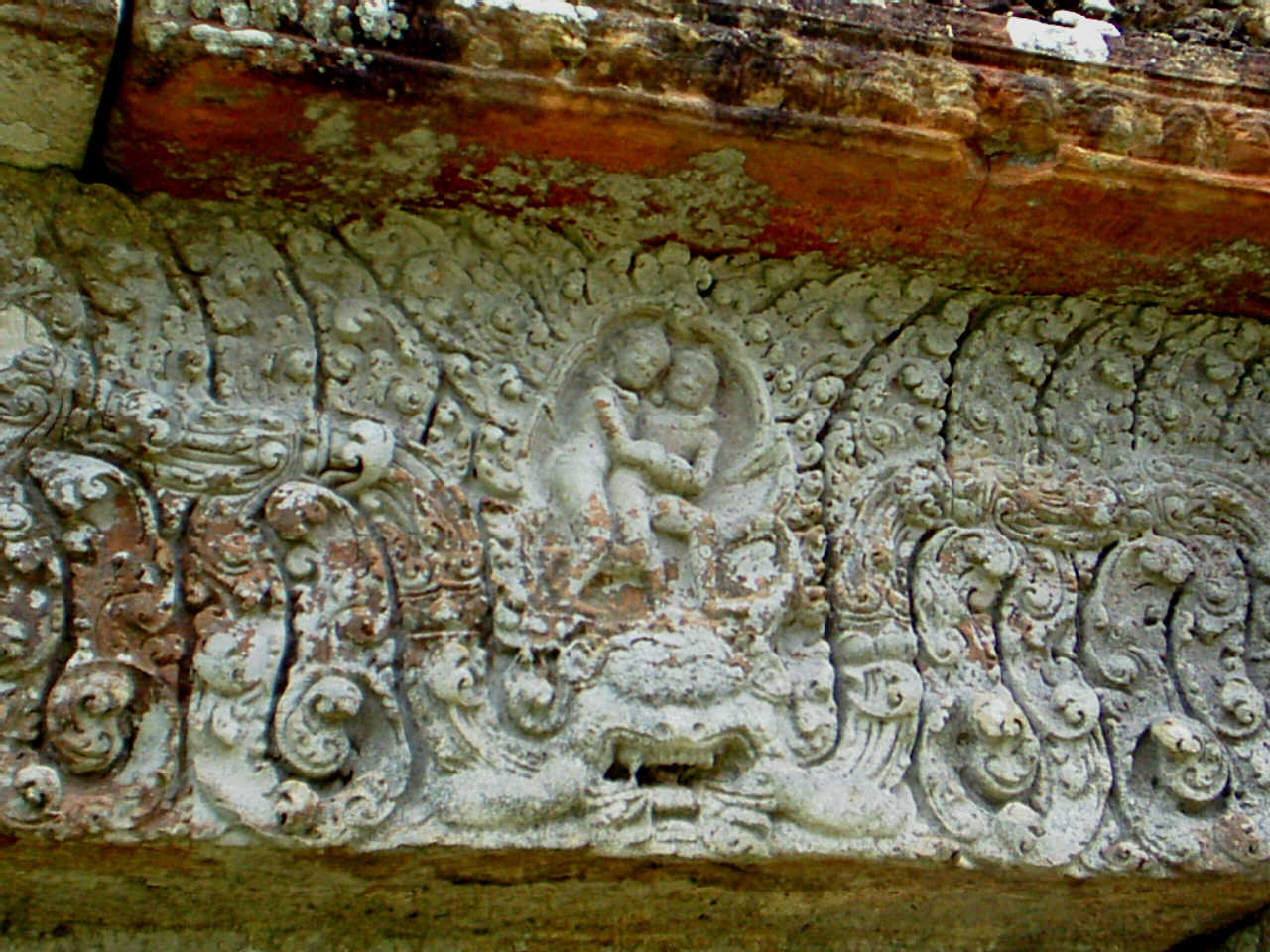
Frontone raffigurante uno scontro tra Krishna e Arjuna

In Cambogia Preah Vihear può essere raggiunto tramite Tbeng Meanchey nella Provincia di Preah Vihear, o dalla Provincia di Siem Reap passando per Anlong Veng.
Si può arrivare sul luogo anche dal Distretto di Kantharalak, nella Provincia di Sisaket della Thailandia. La Cambogia permette le visite di un giorno, senza visto, per chi arriva dalla Thailandia. Nel 2006, la tassa d'ingresso era di 3 euro o 200 baht per gli stranieri e di 50 baht per gli abitanti locali della Thailandia, oltre a 5 baht necessari per fare una copia del passaporto. In più la Thailandia chiede 400 baht per l'ingresso nel parco nazionale, attraverso il quale si raggiunge il tempio.
L'accesso al tempio è stato più volte sospeso dalle autorità cambogiane a causa degli scontri con le truppe thailandesi.

## Il sito
Il complesso del tempio si estende per 800 metri lungo l'asse nord-sud, è composto quasi esclusivamente da una strada rialzata che si arrampica sulla collina e che raggiunge l'edificio situato al limite meridionale del complesso (situato ad un dislivello di 120 metri sopra la quota del bordo settentrionale, 525 metri sopra la pianura cambogiana e 625 sul livello del mare). Nonostante questa struttura sia molto differente dai templi-montagna che si trovano ad Angkor, ha con questi in comune la rappresentazione stilizzata del Monte Meru, dimora degli dei.
L'approccio al santuario è costellato da cinque gopura (numerati per convenzione a partire dal santuario, cosicché il 5 è il primo incrociato dai visitatori). Ognuno dei gopura che precedono il giardino è raggiungibile grazie ad una serie di gradini, per cui segna un cambio di altitudine che ne incrementa l'impatto visivo. Ogni gopura blocca anche la visuale dei turisti sulla successiva parte del tempio, almeno finché non si supera la porta.
Il quinto gopura, in stile Koh Ker, mostra tracce di vernice rossa con cui un tempo era decorato, nonostante il tetto in tegole sia ora scomparso. Il quarto gopura risale ad un periodo successivo, e per la precisione al Khleang/Baphuon, e possiede un'immagine del Kūrma, considerata uno dei reperti più pregiati di Preah Vihear. Il terzo è il più grande ed è affiancato da due sale. Il santuario è raggiungibile attraverso due giardini, ed in quello più esterno si trovano due biblioteche.